# Pteropus personatus
Pteropus personatus es una especie de murciélago de la familia Pteropodidae.

## Distribución geográfica
Es endémico de Indonesia, encontrándose en las Molucas septentrionales y en la isla de Gag.